# Robert Jankowski
Pour les articles homonymes, voir Jankowski.
Robert Jankowski, né le 24 mai 1943 au Creusot,, est un coureur cycliste français. Surnommé « Janko », son palmarès compte environ 345 victoires obtenues entre 1960 et 1990. Il a été sélectionné en équipe de France amateurs.

## Palmarès
- 1963
  - 3e de la Polymultipliée lyonnaise amateurs
- 1964
  - Critérium du Printemps
  - Circuit du Morvan
- 1965
  - Circuit de Saône-et-Loire
  - 2e du Circuit des Monts du Livradois
  - 3e du Trophée Peugeot
- 1966
  - 2e du Trophée Peugeot
- 1968
  - 2e du Grand Prix des Foires d'Orval
  - 3e du Circuit de Saône-et-Loire
  - 3e du Critérium de La Machine
- 1969
  - Critérium du Printemps
  - 3ea étape du Circuit des Mines
  - 2e du Grand Prix de Villapourçon
  - 2e du Circuit du Morvan
  - 2e du Grand Prix de Cours-la-Ville
- 1970
  - Champion de Bourgogne sur route
  - Circuit du Morvan
- 1971
  - Champion de Bourgogne sur route
  - Circuit de Côte d'Or :
    - Classement général
    - 2e, 3e et 4e étapes

  - 2e du Grand Prix de Vougy
  - 2e du Grand Prix de Villapourçon
- 1972
  - Flèche Auxerroise
  - 2e du Grand Prix de Vougy
  - 2e du Grand Prix de Villapourçon
- 1973
  - Champion de Bourgogne de poursuite
  - 2e étape du Circuit de Côte d'Or
  - 2e du Circuit de Côte d'Or
  - 2e du Grand Prix des Foires d'Orval
  - 3e du Circuit des Boulevards
  - 3e de la Flèche d'or (avec Rachel Dard (en))
- 1974
  - 2e du Critérium de La Machine
  - 3e du Grand Prix de Saint-Symphorien-sur-Coise
- 1975
  - Champion de Bourgogne de poursuite
  - 4e étape du Circuit de Saône-et-Loire
- 1976
  - 2e du Grand Prix de Cours-la-Ville
  - 2e du Circuit des Boulevards
- 1977
  - 4e étape du Circuit de Saône-et-Loire
  - 2e du Circuit de Saône-et-Loire
  - 3e du Critérium de La Machine
  - 3e du Grand Prix de Cours-la-Ville
- 1978
  - 2e étape du Circuit de Saône-et-Loire
  - 2e du Ruban Nivernais-Morvan
  - 2e du Grand Prix du Cru Fleurie
  - 3e du Grand Prix de Villapourçon
- 1979
  - 2e du Grand Prix de Cours-la-Ville
  - 2e du Circuit des Boulevards
- 1980
  - Ruban Nivernais-Morvan
- 1982
  - Critérium de La Machine
- 1984
  - 3e du Grand Prix de Chardonnay